# Sérignan-du-Comtat
Sérignan-du-Comtat este o comună în departamentul Vaucluse din sud-estul Franței. În 2009 avea o populație de 2.393 de locuitori.

## Evoluția populației
| An        | 1975  | 1982  | 1990  | 1999  | 2006  | 2009  |
| --------- | ----- | ----- | ----- | ----- | ----- | ----- |
| Populație | 1.488 | 1.975 | 2.069 | 2.254 | 2.425 | 2.393 |